# 南方大学 (上海)
南方大学，民国时代上海的一所大学。民国11年（1922年），由上海专科大学改组而成，校址设在戈登路（江宁路），民国13年迁离区境。南方大学建校初期设有文商社会科学3个科。民国16年停办。
民国30年，南方大学南京校友会成立，次年南方大学在南京复校，校址在城南的石鼓路，后来在1945年日本投降後就停办。校长为江亢虎。著名学生有语言学家王力、演员赵慧深、徐特立的大女儿徐静涵，又名徐守珍、革命家秋瑾之女、中国第一位女飞行员王燦芝。